# Campeonato Paulista de Segundos Quadros
O Campeonato Paulista de Segundos Quadros foi um torneio de futebol realizado no estado de São Paulo. Foi disputado simultaneamente ao campeonato principal entre 1913 e 1940. Este campeonato foi substituído pelo Campeonato Paulista de Aspirantes.
Para os parâmetros da época, o Campeonato Paulista de Segundos Quadros, ao lado do Torneio Início, era o que diferenciava um campeonato oficial de torneios amistosos, que existiam em grande quantidade. O tradicional torneio de segundos quadros (aspirantes) tinha muita importância na época e era bastante apreciado pela imprensa e pelo público, os torcedores o acompanhava com o mesmo interesse dos jogos dos times principais.

## Campeões
| Ano  | Campeão                                    |
| ---- | ------------------------------------------ |
| 1913 | Mackenzie College                          |
| 1914 | APEA - Paulistano LPF - Corinthians        |
| 1915 | APEA - São Bento LPF - Germânia            |
| 1916 | APEA - Mackenzie College LPF - Corinthians |
| 1917 | Palestra Italia                            |
| 1918 | Corinthians                                |
| 1919 | Palestra Italia                            |
| 1920 | Palestra Italia                            |
| 1921 | Corinthians                                |
| 1922 | Palestra Italia                            |
| 1923 | Palestra Italia                            |
| 1924 | Corinthians                                |
| 1925 | Corinthians                                |
| 1926 | Corinthians Palestra Italia (edição extra) |
| 1927 | APEA - Palestra Italia LAF - Ponte Preta   |
| 1928 | APEA - Palestra Italia LAF - Ponte Preta   |
| 1929 | Palestra Italia                            |
| 1930 | Palestra Italia                            |
| 1931 | Palestra Italia                            |
| 1932 | Palestra Italia                            |
| 1933 | São Paulo                                  |
| 1934 | Palestra Italia                            |
| 1935 | Santos                                     |
| 1936 | Não houve                                  |
| 1937 | São Paulo Railway                          |
| 1938 | São Paulo Palestra Italia (edição extra)   |
| 1939 | Corinthians                                |
| 1940 | São Paulo                                  |

- O Palestra Italia é a atual Sociedade Esportiva Palmeiras.
- Campeão invicto.

### Títulos por clube
- Palestra Italia (Palmeiras): 14
- Corinthians: 8
- São Paulo: 3
- Mackenzie College: 2
- Ponte Preta: 2
- Paulistano: 1
- São Bento: 1
- Germânia: 1
- Santos: 1
- São Paulo Railway: 1